# زبان لازی
زبان لازی (گرجی: ლაზური ენა) از زبان‌های کارتولی است که توسط مردم لازی در جنوب شرقی سواحل دریای سیاه به کار می‌رود. تخمین زده می‌شود که بیش از ۲۰٬۰۰۰ گویشور بومی این زبان در ترکیه، بَرْٚنَٚۊآرٚیٚ از ملیات تا مرزهای گرجستان پراکنده‌اند (که تا سال ۱۹۲۵ میلادی به طور رسمی لازستان نامیده می‌شد). ۲٬۰۰۰ گویشور دیگر این زبان در گرجستان ساکن هستند.